# Dorfkirche Fraureuth

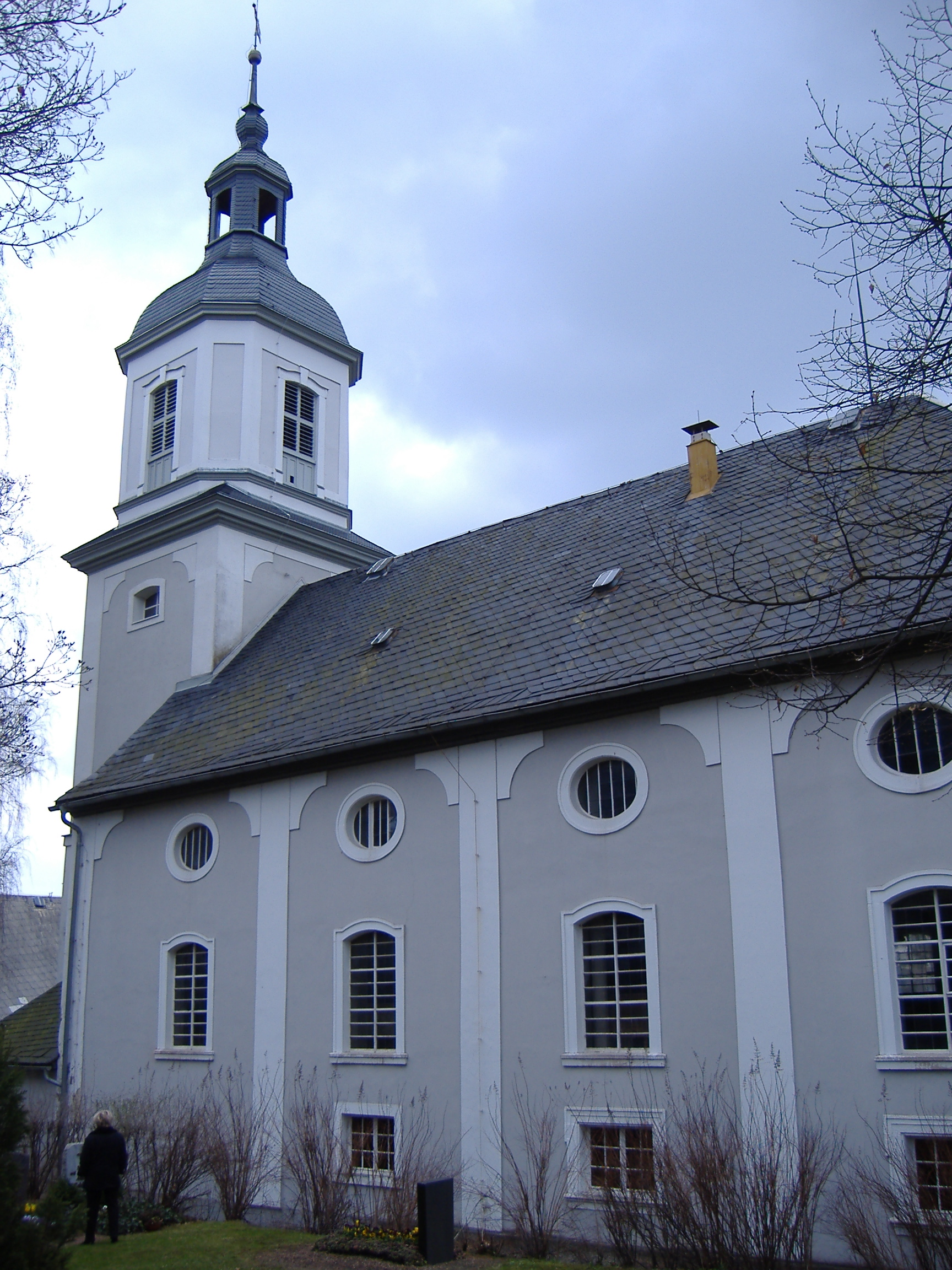
Dorfkirche Fraureuth

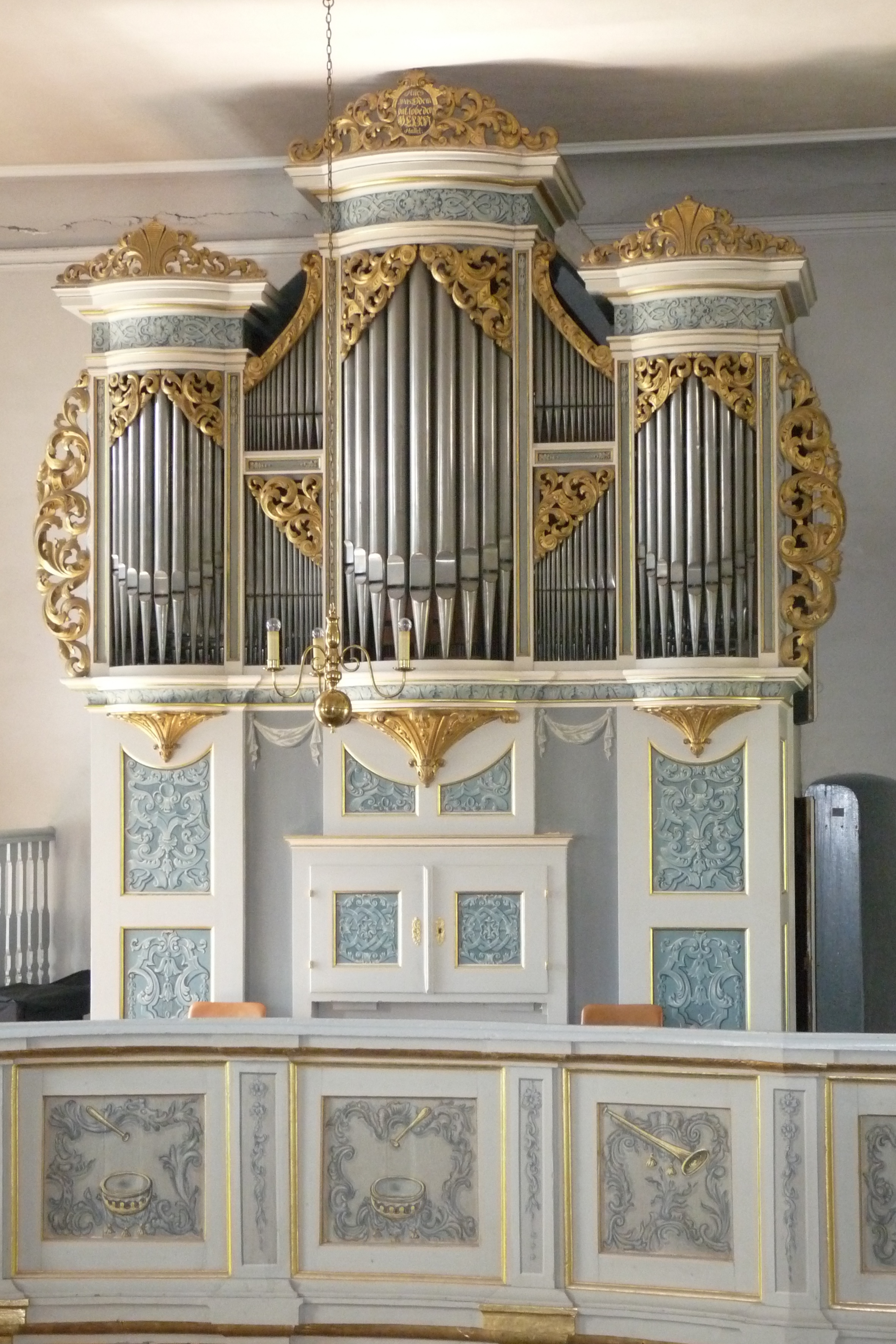
Orgel

Die evangelische Dorfkirche Fraureuth befindet sich in Fraureuth im Landkreis Zwickau in Sachsen. Sie gehört zur Kirchengemeinde Fraureuth im Kirchenkreis Greiz der Evangelischen Kirche in Mitteldeutschland und ist besonders für die gut erhaltene Orgel Gottfried Silbermanns aus den Jahren 1739–1742 bekannt.

## Geschichte und Architektur
Die im oberen Teil des Ortes liegende, stattliche barocke Saalkirche entstand 1733 durch weitgehenden Umbau eines um 1570 entstandenen Kirchenbauwerks. Die westliche Vorhalle für die Bälgekammer der Orgel wurde 1742 angebaut. Restaurierungen erfolgten in den Jahren 1952 und 1988–1991. 
Die Kirche ist ein Putzbau mit Lisenengliederung und liegenden Ovalfenstern über Flachbogen- und Rechteckfenstern. Ein Turm über quadratischem Grundriss mit achteckigem Glockengeschoss und einer geschweiften Haube mit Laterne betont das Bauwerk. Das Innere ist flachgedeckt und wird durch die einheitliche Ausstattung des Spätbarock und Emporen auf hölzernen Pilasterpfeilern an drei Seiten geprägt. Die Brüstungsfelder wurden 1755 mit Rokokobemalung versehen. Die Emporen sind an der Nord- und Südseite zweigeschossig, an der Nordseite befindet sich die Patronatsloge.

## Ausstattung
Ein stattlicher Kanzelaltar von 1738 bildet das Hauptstück der Ausstattung. Er ist mit Säulenarchitektur und vergoldeter Akanthus- und Bandelwerkverzierung versehen und trägt über der Mensa das reußische Wappen der älteren Linie. Die Kanzel tritt dreiseitig vor und zeigt am Schalldeckel eine Figur des Auferstandenen. Die hölzerne Taufe ist an der Taufschale 1734 bezeichnet und mit Lambrequins geschmückt.
Ein barockes Gemäldeepitaph für Pfarrer Andreas Mylius († 1687) wird durch gewundene Säulen gerahmt und ist mit reicher Akanthusverzierung geschmückt. Es zeigt im Hauptfeld eine Darstellung der Himmelfahrt des Elias und darunter Porträtdarstellungen des Verstorbenen und seiner Familie.

### Orgel
Im Jahr 1739 baute der sächsische Orgelbauer Gottfried Silbermann in der Stadtkirche des nahegelegenen Orts Greiz eine Orgel, die jedoch nicht erhalten ist. Die Gläubigen und Bürger von Fraureuth nutzten die Gunst der Stunde und gewannen Silbermann dafür, auch in Fraureuth eine Orgel zu bauen. Sie sollte jedoch bis zum 29. September 1742 bespielbar eingebaut sein. Am 2. Dezember 1742 wurde diese Orgel während eines festlichen Gottesdienstes eingeweiht. Das Instrument mit 20 Registern auf zwei Manualen und Pedal zeigt einen wohlproportionierten Prospekt und wurde bisher kaum verändert. Instandsetzungen wurden 1850 und 1862 durchgeführt. In den Jahren 1928 und 1978 wurde die Orgel durch die Firma Jehmlich überarbeitet, wobei die Kammertonstimmung durch Umhängen der Tontraktur hergestellt und das dadurch fehlende tiefe C ergänzt wurde. Eine umfassende Restaurierung und die Wiederherstellung der ursprünglichen Stimmtonhöhe erfolgte 2018/2019 durch Christoph Rühle. Die Disposition lautet:
| Hauptwerk CD–c3 |        |         |
| Principal       | 8′     |         |
| Rohrflöthe      | 8′     |         |
| Qvintadena      | 8′     |         |
| Octava          | 4′     |         |
| Spitzflöthe     | 4′     |         |
| Quinta          | 3′     |         |
| Octava          | 2′     |         |
| Tertia          | 1 3⁄5′ |         |
| Cornet          | III    | (ab c1) |
| Mixtur          | IV     |         |

| Oberwerk CD–c3 |                    |  |
| Gedackt        | 8′                 |  |
| Rohr-Flöthe    | 4′                 |  |
| Nasat          | 3′                 |  |
| Octava         | 2′                 |  |
| Qvinta         | 1 ⁄2′              |  |
| Sufflet        | 1′                 |  |
| Sesqvialtera   | (4⁄5′, ab c1 3⁄5′) |  |
| Cimbel         | II                 |  |

| Pedal CD–c1    |     |  |
| Sub-Bass       | 16′ |  |
| Posaunen. Bass | 16′ |  |

Nebenregister
- Tremulant
- Schiebekoppel II/I (Betätigung zusätzlich – nicht original – durch zwei Tritte)
- Ped-coppel (I/P)
- Klingel

Anmerkungen
- Tonhöhe: Chorton, a1: 441,9 Hz
- Stimmung: gegenwärtig gleichstufig
- Winddruck: ca. 78 mm WS